# Første slag ved Alton
Første slag ved Alton var en træfning, der foregik i 1001 imellem angelsaksere og vikinger. Ifølge den Angelsaksiske Krønike foregik det et sted der på oldengelsk kaldes Æthelingadene. Traditionelt har man ment, at det var ved, hvad der i dag er Alton, Hampshire. Det er dog mere sandsynligt, at det har været i East og West Dean-områderne af det moderne West Sussex.
Ifølge den Angelsaksiske Krønike var englændernes tab 81 personer, mens vikingerne tabte "langt flere". Det forhindrede dog ikke vikingerne i at vinde og bevæge sig videre mod vest.